# Красный туризм
Красный туризм — это направление туризма в России и Китае, подразумевающее посещение памятных мест, связанных с историей коммунистической партии, жизнью коммунистических лидеров и революционным прошлым. Для географии красного туризма наибольшую роль играет историческое наследие определенных городов и регионов. В России это – места, где жил или куда был сослан В. И. Ленин, в которых произошли важные для истории Октябрьской революции и КПСС события; в Китае – «паломничество» по памятным местам, связанным с жизнью Мао Цзэдуна и других коммунистических лидеров и революционным прошлым страны. Китайские маршруты красного туризма разработаны властями для граждан Китая, в то время как российские «красные маршруты» – предмет интереса иностранных гостей, в особенности китайцев. Для граждан Китая красный туризм – это своего рода паломничество, которое имеет значение для «возрождения давно утраченного чувства классовой борьбы и смысла пролетарских принципов».

## Возникновение и развитие красного туризма
Красный туризм как явление возник ещё в середине XX века, когда китайцы начали совершать своего рода паломничества по «святым» местам компартии, чтобы повторить опыт легендарного Великого похода китайских коммунистов 1934-1936 годов, проникнуться революционным духом.
Сегодня мотивы путешествующих по красным маршрутам китайцев существенно отличаются от этого. Идея для современных китайцев заключается в том, чтобы повеселиться в огромном парке коммунистических развлечений. Созданием такого направления туризма китайские власти отреагировали на спад интереса к идеологии КНР.
Термин «красный туризм» появился в 2004 году в Китае при разработке национального плана по развитию внутреннего туризма. Программа утвердила 30 маршрутов с сотней объектов для посещения на них. Уже в следующем году власти Китая стали активно поддерживать красный туризм. Они увидели в этом возможность поднять национальный дух населения, а заодно стимулировать развитие экономики в тех регионах страны, которые традиционно беднее и провинциальнее, чем Восточный Китай.
Чжан Сикин, вице-президент Национального Туристического Бюро КНР, сказал, что эта программа поможет людям  больше узнать о величии Коммунистической партии Китая и всей нации. Объекты, которые правительство выбрало для маршрутов красного туризма, призваны показать, что Партия и социализм – это исторический выбор китайского народа:
Это заставит людей, особенно молодых, укрепить свою веру в социалистический путь Китая и великое будущее нации под руководством партии.
Красный туризм появился в Китае, в первую очередь, благодаря существующему политическому режиму (и в целях его укрепления). Однако китайцы, осматривая объекты красного туризма у себя в стране, знакомятся лишь с частью истории Коммунистической партии Китая. Увидеть воочию, где истоки развития их партии, они могут лишь в России, поскольку именно Октябрьская революция 1917 года повлияла на распространение идей марксизма-ленинизма в Китае.
В Китае десятки миллионов людей среднего и пожилого возраста выросли на советской литературе, кинофильмах. Каждый из них мечтает побывать в России и увидеть наследие СССР своими глазами.
 — заместитель начальника Государственного управления по делам туризма КНР Чжу Шаньчжун
Ключевым стимулом для развития красного туризма в России стал рост турпотока из Китая, связанный с подписанием в 2006 году  межправительственного соглашения о безвизовых групповых туристических поездках. Из-за ослабления рубля Россия стала ещё более привлекательной для гостей из КНР. По данным Ростуризма, за первые полгода 2017-го турпоток из Китая только по безвизовому направлению увеличился на 36% по сравнению с аналогичным периодом прошлого года. При этом в отдельных регионах число китайских туристов выросло сразу на 200%.
Первый российский красный маршрут для китайских туристов был представлен в 2013 году. «Красная» тема получила весомую поддержку и была добавлена в план по реализации Стратегии развития туризма в России до 2020 года.
Проект «Красный маршрут» будет ключевой составляющей дальнейшего российско-китайского взаимодействия.
 — вице-премьер Госсовета КНР Лю Яньдун
Вне Китая и России красный туризм может развиваться в странах бывшего Восточного блока. Так, например, в Чехии, бывшей в свое время частью Чехословацкой Советской Социалистической республики, желание избавиться от наследия советского прошлого постепенно перерастает в понимание туристической ценности исторических объектов, связанных с коммунистической историей страны.

## Маршруты и объекты посещения

### Китай
- Гутянь – место проведения Гутяньского конгресса, на котором были приняты решения, лёгшие в основу принципов построения Партии и армии.[10]
- Яньань – центр деятельности Коммунистической партии Китая с 1936 по 1948 годы.[11] Китайские коммунисты считают это место родиной революции. Туристы имеют возможность принять участие в реконструкции сражения за Яньань против Национально-революционной армии Гоминьдана.[2]
- Цзинганшань – колыбель революции, где Мао Цзэдун и другие коммунистические лидеры создали первую базу в 1927 году.[12]
- Цзуньи – место проведения трёхдневной конференции в 1935 году, на которой Мао Цзэдун показал себя бесспорным партийным лидером.[13]
- Японская экспериментальная база в Харбине, на оккупированной японцами территории, где исследовалось бактериологическое оружие и производились эксперименты с живыми людьми.[14]
- Концентрационный лагерь в Чифэне.[14]
- Шаошань – родина Мао Цзэдуна.[14]
- Остров Хайнань, на котором располагались стратегически важные военные базы и велась партизанская война против японских военных в 1920-40е.[15]
- Деревня Нанджи – последняя маоистская деревня в Китае, живущая по заветам Мао, с коллективным хозяйством и промышленностью, бесплатным жильём, образованием, здравоохранением и продовольствием.[16]
- Руиджин – штаб-квартира коммунистической партии в начале 1930-х.
- Тингчжоу – место, где скрывались Мао Цзэдун и Чжоу Эньлай в самом начале Гражданской войны.[17]
- Шанхай, где в июле 1921 года состоялось собрание китайских марксистов, на котором была основана коммунистическая партия Китая.
- Наньчан – место Наньчанского восстания – первого серьёзного столкновения коммунистов и Гоминьдана – в 1927 году.

### Россия
Классический красный маршрут в России включает в себя посещение трёх столиц страны и города, где родился В. И. Ленин: Москвы, Петербурга, Казани и Ульяновска. Первые три города также связаны с жизнью вождя: в Казани он учился в университете, в Санкт-Петербурге боролся за революцию и в Москве окончил свой путь. Московская программа включает посещение следующих объектов:
- Музей-заповедник «Горки Ленинские» - усадьба, где провёл последние годы жизни В. И. Ленин;
- Мавзолей на Красной площади, где похоронен В. И. Ленин;
- Музейно-выставочный центр «Рабочий и колхозница»;
- Могила Неизвестного Солдата;
- Воробьёвы горы;
- ВДНХ;
- Музей холодной войны “Бункер-42”.

Из Москвы туристы отправляются в Ульяновск, где посещают:
- Ленинский мемориал, где желающих посвящают в ленинцы;
- Музей Симбирской классической гимназии, где учился В. И. Ленин;
- Памятник Ленину;
- Дом-музей В. И. Ленина.

Затем следует Казань, где гости осматривают Казанский университет, Музей советского быта, Казанский кремль и мечеть Кул-Шариф, а вечером ужинают традиционными татарскими блюдами.
В Санкт-Петербурге, куда туристы улетают из Казани, их ждут следующие объекты:
- Броневик, с которого Ленин выступал перед рабочими и матросами в 1917 году, на Финляндском вокзале;
- Финляндский вокзал;
- Дворцовая площадь;
- Особняк Матильды Кшесинской, где В. И. Ленин выступал с “Апрельскими тезисами” в 1917 году;
- Мемориальная квартира на ул. Ленина;
- Невский проспект;
- Зимний дворец;
- Эрмитаж;
- Шалаш Ленина в Разливе;
- Объекты героической защиты Ленинграда во время Великой Отечественной войны;
- Петропавловская крепость.

Помимо канонического маршрута существует множество “красных” объектов, не связанных между собой, но представляющих интерес для туристов. Это, например, место трёхлетней ссылки Ленина в Красноярском крае – посёлок Шушенское, в котором был создан музей-заповедник.
Многие интересные для китайской аудитории места расположены на урале на Дальнем Востоке и в Байкальском регионе. Например, маршрут «Краснеы нити урала" посвящен истории  225 интернационального китайского полка" маршрут"  Дорогой памяти» посвящён памяти русских солдат, китайских и корейских партизан, сражавшихся за освобождение северо-восточного Китая, южной части Сахалина, Курильских островов и северной части Кореи от японских захватчиков в середине XX века.
В Свердловской области места связанные с историей 225 интернационального китайского полка https://ural.red/
Во Владивостоке туристов привлекают
- памятники Ленину и  Борцам за власть Советов на Дальнем Востоке;
- мемориальный комплекс на Корабельной набережной, который включает в себя вечный огонь, подводную лодку С-56 и корабль-музей «Красный вымпел»;
- бывшие китайские и японские кварталы;
- военно-исторический фортификационный музей Владивостокская крепость.

В Хабаровске интересны памятники, связанные с периодом революции и Гражданской войны, приграничными конфликтами конца 1930-х годов, военными действиями в августе 1945 года на сопредельной территории против милитаристской Японии, оккупировавшей Маньчжурию.
В Благовещенске туристам показывают памятник Ленину, площадь Победы, Речной артиллерийский катер времён ВОВ и Братскую могилу 118 бойцов за власть Советов, погибших в 1918—1922 гг.

## Значение

### В России
Красные маршруты помогают поддерживать престиж российской культуры и истории за рубежом и расширять международное сотрудничество в сфере культуры и туризма; позволяют направить большие туристические потоки в регионы страны, стимулируя в них развитие сферы услуг, строительства, коммуникаций и т. д.
Например, место ссылки В. И. Ленина, музей-заповедник Шушенское в Красноярском крае, где вождь провёл 3 года, долго оставалось забытым после развала СССР, в то время как в советское время даже работать в музее считалось престижным. С 2010-х же Шушенское активно развивается и принимает у себя туристов со всего мира. Также красные маршруты способствуют популяризации крупнейшего в мире музейного собрания, посвященного личности и деятельности В. И. Ленина в Ульяновске, где он родился.

### В Китае
Объекты красного туризма в КНР принимают более 700 млн туристов в год. Власти страны предполагают, что программа красного туризма будет приносить стране $2,4 млн каждый год, стимулируя развитие строительства, торговли, коммуникаций и других важных областей.
Однако «красный» проект не всем по душе: старые китайские революционеры осуждают его за «диснеизацию» мест памяти, которые должны оставаться сакральными. Более того, некоторые возмущены ущербом, который наносит туристический поток памятным для истории революции объектам. Например, в Яньане, который был базой китайских революционеров в 1936-1948 годы, почти не осталось духа давнего времени: пещеры, в которых жил Мао, окружены построенными в 2000-е музейными комплексами; здесь устраивают реконструкции защиты Яньаня – ключевого момента Гражданской войны, фотографируют туристов на фоне коммунистических плакатов в военной форме одежды красноармейцев.
Критики также иронизируют над тем, что антикапиталистическое правительство КНР извлекает денежную выгоду из истории собственной коммунистической партии.
В коммерциализации нет ничего плохого, пока мы не опошляем традиции и храним дух времени.
 — Тан Хува, историк Университета Яньаня